# APT (album)
APT je páté studiové album od chilské zpěvačky Nicole. Vydáno bylo 19. července 2006.

## Seznam skladeb
| #  | Název                             | Délka |
| -- | --------------------------------- | ----- |
| 1  | Si Vienes Por Mí                  | 3:17  |
| 2  | Culpables                         | 4:17  |
| 3  | Bipolar                           | 2:40  |
| 4  | La Última Vez                     | 3:21  |
| 5  | No Me Confundas                   | 3:31  |
| 6  | 1-800-Nasty-Show                  | 3:18  |
| 7  | Veneno                            | 2:55  |
| 8  | Trapped in Time                   | 3:39  |
| 9  | El Camino                         | 3:23  |
| 10 | Rapture                           | 4:22  |
| 11 | Veneno (portugalská verze)        | 2:55  |
| 12 | Lágrimas de Sal (akustická verze) | 4:13  |